# マーカス・ケイパース
Marcus Capers（マーカス・ケイパース、1989年12月21日 - ）は、アメリカ合衆国出身のバスケットボール選手である。ポジションはポイントガード。大阪エヴェッサ所属。

## 来歴
フィンランドでプレー後来日し、大阪エヴェッサに入団。